# Cheiloneurus flavoscutatus
Cheiloneurus flavoscutatus är en stekelart som först beskrevs av Nikol'skaya 1952.  Cheiloneurus flavoscutatus ingår i släktet Cheiloneurus och familjen sköldlussteklar. Inga underarter finns listade i Catalogue of Life.